# Stefan Kummer
Stefan Kummer (* 3. Oktober 1947 in Würzburg) ist ein deutscher Kunsthistoriker.

## Leben
Stefan Kummer studierte nach dem Abitur 1967 Kunstgeschichte, Klassische Archäologie und Mittelalterliche Geschichte an der Universität Würzburg mit Auslandssemester an der Universität Perugia. Zur Vorbereitung seiner Dissertation 1974 folgten mehrere Studienaufenthalte in Mailand. Nach der Promotion zum Dr. phil. wurde er zunächst wissenschaftlicher Mitarbeiter bei der Bodendenkmalpflege in Lübeck, 1975 Referent beim Landesamt für Denkmalpflege Baden-Württemberg (Außenstelle Tübingen). Von 1977 bis 1984 arbeitete Kummer als wissenschaftlicher Assistent und Habilitand am Kunsthistorischen Institut der Universität Tübingen. Nach der Habilitation war er 1984 bis 1987 Professor für Kunstgeschichte an der Universität Freiburg. Von 1987 bis zu seiner Emeritierung 2013 war Kummer Inhaber des Lehrstuhls für Mittlere und Neuere Kunstgeschichte an der Universität Würzburg, wo er daneben die neuere Abteilung des Martin von Wagner Museums leitete.
Kummer war in Würzburg von 1990 bis 1992 Prodekan, 1992–1994 Dekan der Philosophischen Fakultät II und 1994–1996 Mitglied des Senats der Universität. Dem Bayerischen Landesdenkmalrat gehörte er von 1995 bis 2009 als Mitglied an. Von 2006 bis 2012 war er wissenschaftlicher Leiter des Instituts für Hochschulkunde an der Universität Würzburg.
Schwerpunktmäßig arbeitet Kummer zur romanischen Architektur, zur italienischen Kunst und Architektur der Renaissance und des Barock und zur süddeutschen Barockarchitektur. Er gilt als Spezialist für die Kunstgeschichte Würzburgs.
Zum 31. März 2013 wurde er emeritiert.
Kummer ist Ehrenphilister der Wingolfsverbindung Chattia zu Würzburg.

## Schriften (Auswahl)
- Mailänder Kirchenbauten des Francesco Maria Ricchini. Diss., 3 Bde. Würzburg 1974
- Anfänge und Ausbreitung der Stuckdekoration im Römischen Kirchenraum 1500–1600. Tübingen 1987
- Architektur und bildende Kunst von den Anfängen der Renaissance bis zum Ausgang des Barock. In: Ulrich Wagner (Hrsg.): Geschichte der Stadt Würzburg. 4 Bände; Band 2: Vom Bauernkrieg 1525 bis zum Übergang an das Königreich Bayern 1814. Theiss, Stuttgart 2004, ISBN 3-8062-1477-8, S. 576–678 und 942–952
- Kunstgeschichte der Stadt Würzburg 800–1945. Regensburg 2011
- Ein erhabenes Gebäude. Die Pfarrkirche Mariae Himmelfahrt in Bad Neustadt an der Saale von Heinrich Alois Geigel. Ein Beitrag zum Frühklassizismus in Süddeutschland. Bad Neustadt/ Creußen 2013; 2. Auflage ebenda 2017.
- Die Entstehung der Würzburger Residenz: Die Architektur 1719 – 1744, 3 Bände. Würzburg 2024, ISBN  978-3-8260-8594-9